# Nyköpingsbanan

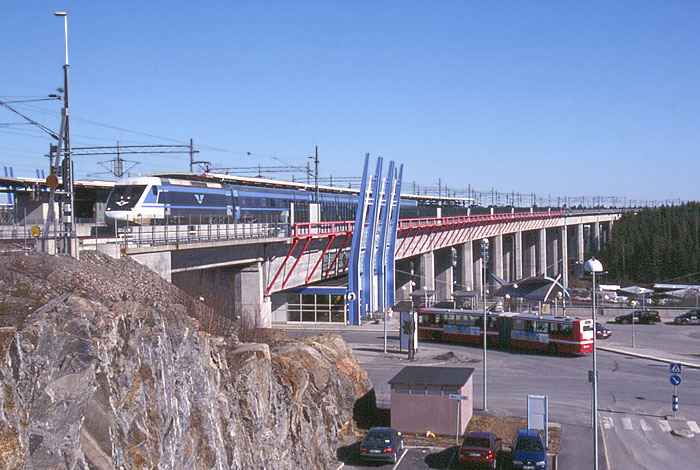
Södertälje Syd

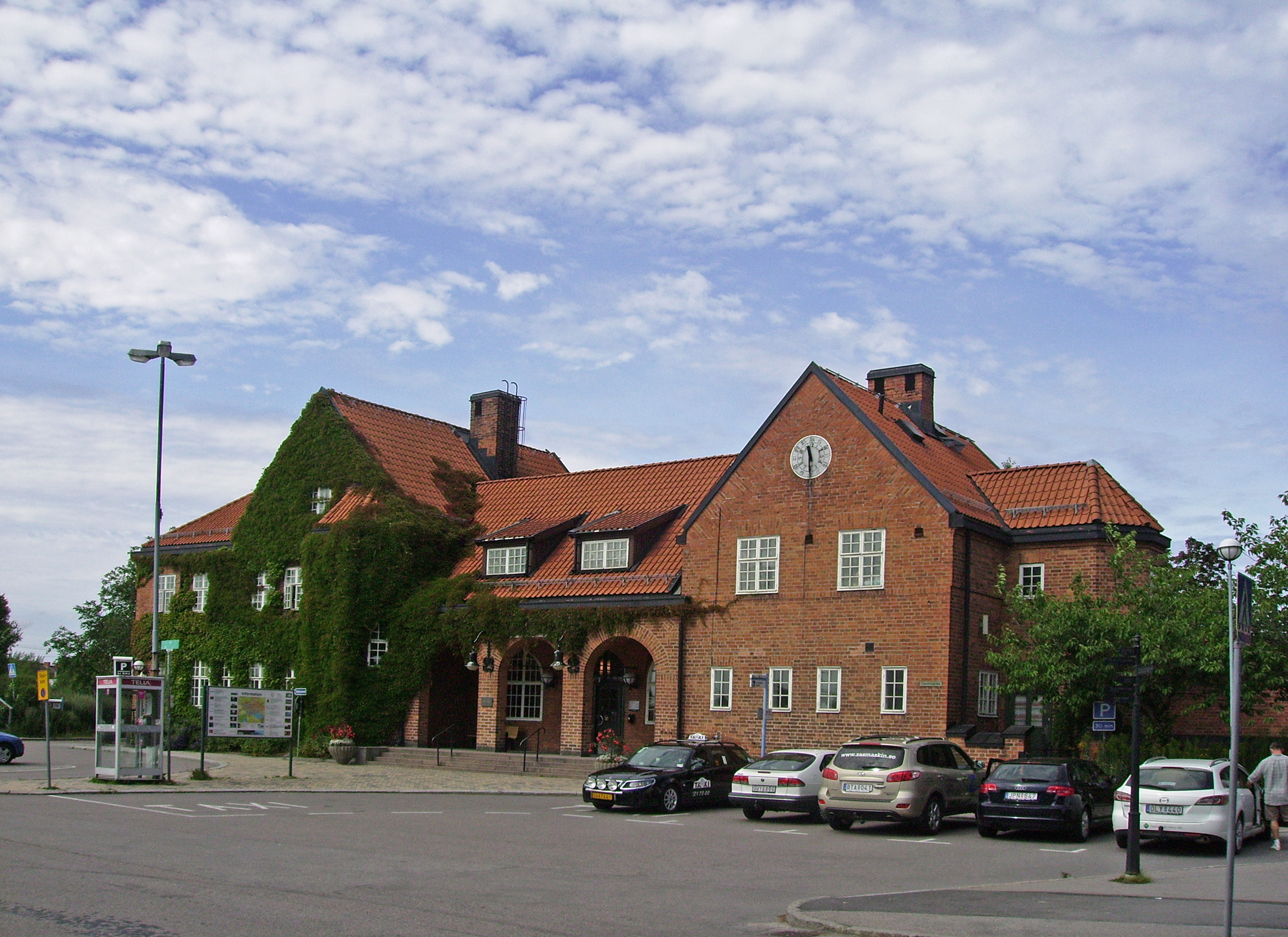
Nyköpings centralstation.

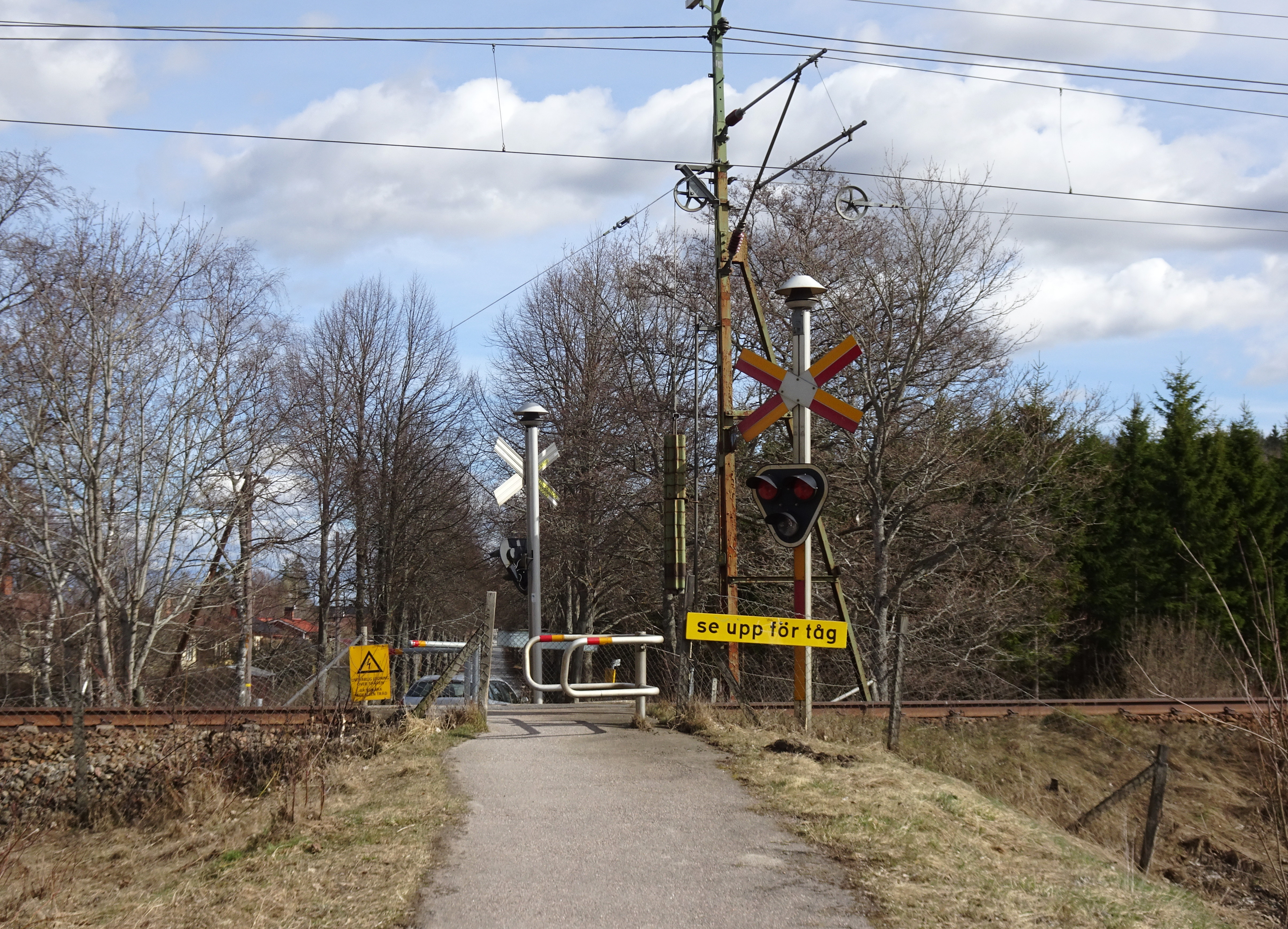
Övergångsställe vid Norrvrå.

Nyköpingsbanan är en informell men väletablerad benämning på Södra stambanan mellan Åby (Norrköping) vid dåvarande Östra stambanan, och Järna (Södertälje) vid Västra stambanan. Trafikverkets nuvarande definition av Södra stambanan är järnvägen från Malmö till Katrineholm respektive Järna, varigenom Nyköpingsbanan är en av två grenar ovanför Norrköping. Till skillnad från Katrineholmsgrenen är den enkelspårig. Kilometermarkeringarna utmed banan anger avstånd från Järna.

## Bakgrund
Nyköpingsbanan byggdes i två omgångar. I första etappen öppnades bandelen mellan Järna och Nyköping, vilket skedde 1913. Två år senare öppnades förlängningen mellan Nyköping och Åby. Den svåra terrängen gjorde att banan blev betydligt dyrare än vad man först hade räknat med. Nyköpingsbanan byggdes som ett alternativ till stambanan mellan Södertälje och Katrineholm. 
Mycket få förändringar av banan har gjorts sedan invigningen. Den största är när banan elektrifierades år 1932. En viktig förändring är också den planskilda anslutningen till Västra stambanan strax söder om stationen i Järna, som byggdes år 1993.

## Restider och kapacitet
Restiden mellan Södertälje och Norrköping (tågen på Nyköpingsbanan stannar inte i Järna eller Åby) är 1 timme och 16 minuter. Delsträckan mellan Södertälje och Nyköping tar 39 minuter. Vidare från Nyköping till Norrköping tar det sedan 37 minuter. 
Fjärrtåg mellan Stockholm och Malmö går normalt inte via Nyköpingsbanan annat än vid trafikstörningar, utan tar istället vägen över Katrineholm. Trafiken på banan utgörs istället av regionaltåg mellan Stockholm och Norrköping, vilka förstärks av enstaka tåg i rusningstrafik mellan Stockholm och Nyköping.
Trafiken bedrivs under högtrafik i entimmesintervall men banan på sträckan Järna-Åby är av enkelspårstyp. Det finns dock ett antal mötesplatser längs denna sträcka (Hölö, Vagnhärad, Lästringe, Tystberga, Sjösa, Nyköping, Enstaberga, Jönåker, Ålberga, Getå samt Åby). Banans kurvgeometri är av låg standard vilket innebär låga medelhastigheter.
På Nyköpings station så saknar gångtunneln som förbinder plattformens västra sida med såväl stationshuset som Norra Bangårdsgatan hissar vilket gör att rullstolsbundna resenärer måste passera trafikerade spår med stora hål i gångbanan (för räls) Även den trappa som förbinder plattformens östra sida med Brunnsgatan, under järnvägsbroarna, saknar komplement av hiss. Plattformen i Nyköping saknar dessutom till stor del plattformstak och i på stationen i Vagnhärad finns inget sådant alls utan bara väntkurer av samma typ som finns på busshållplatser.

## Framtid
Banans framtid är helt beroende av hur realiseringen av Ostlänken förlöper. Denna är planerad av Trafikverket att vara en ny, snabbare, järnväg mellan (Stockholm)-Södertälje och Linköping, via Skavsta flygplats, Nyköping och Norrköping.

## Stationer
Vid följande stationer gör tåg idag uppehåll, inklusive Södertälje Syd och Norrköping som egentligen ligger på andra banor.
- Södertälje Syd
- Vagnhärad
- Nyköpings centralstation
- Kolmårdens station (tätorten Krokek)
- Norrköping

## Historiska stationer längs Nyköpingsbanan
Här listas stationer som någon gång varit öppna längs banan. Notera att det bara är delen mellan Järna och Åby som finns med här.
- Järna station
- Hölö station 8 km från Järna
- Norrvrå hållplats 11 km från Järna
- Vagnhärad station 19 km från Järna
- Västerljung station 23 km från Järna
- Lästringe station 32 km från Järna
- Tystberga station 38 km från Järna
- Svärta gård station 45 km från Järna
- Sjösa station 50 km från Järna
- Nyköpings östra station 56 km från Järna
- Nyköpings centralstation station 57 km från Järna
- Enstaberga station 65 km från Järna
- Jönåker station 73 km från Järna
- Ålberga station 82 km från Järna
- Stavsjö station 91 km från Järna
- Krokek station 97 km från Järna
- Porsgata hållplats 100 km från Järna
- Getå station 103 km från Järna, se även: Järnvägsolyckan i Getå
- Getåraset station (tillfällig, efter jordskredet 1918) 104 km från Järna
- Bråvalla hållplats 108 km från Järna
- Åby station 109 km från Järna, 8 km från Norrköping